# المتحف البحري الوطني
المتحف البحري الوطني (بالإنجليزية: National Maritime Museum)‏، في غرينتش، لندن، هو المتحف البحري الرائد في المملكة المتحدة، وقد يكون أكبر متحف من نوعه في العالم. تشكل المباني التاريخية جزءًا من موقع التراث البحري العالمي في غرينتش، كما تضم أيضًا المرصد الملكي ومبنى كوينز من القرن السابع عشر.المتحف هو هيئة عامة غير إدارية ترعاها وزارة الثقافة والإعلام والرياضة. مثل غيرها من المتاحف الوطنية الممولة من القطاع العام في المملكة المتحدة، لا يفرض المتحف البحري الوطني رسوم دخول، على الرغم من أن معظم المعارض المؤقتة تتحمل رسوم دخول.